# Оріон (Іллінойс)
Оріон (англ. Orion) — селище (англ. village) в США, в окрузі Генрі штату Іллінойс. Населення — 1754 особи (2020).

## Географія
Оріон розташований за координатами 41°21′5″ пн. ш. 90°22′36″ зх. д. / 41.35139° пн. ш. 90.37667° зх. д. (41.351429, -90.376564).  За даними Бюро перепису населення США в 2010 році селище мало площу 2,36 км², уся площа — суходіл.

## Демографія
Згідно з переписом 2010 року, у селищі мешкала 1861 особа в 743 домогосподарствах у складі 531 родини. Густота населення становила 787 осіб/км².  Було 772 помешкання (327/км²).
Расовий склад населення:
| - 98,1 % — білих - 0,2 % — корінних американців - 0,2 % — азіатів - 0,1 % — чорних або афроамериканців |

До двох чи більше рас належало 0,9 %. Частка іспаномовних становила 2,4 % від усіх жителів.
За віковим діапазоном населення розподілялося таким чином: 26,5 % — особи молодші 18 років, 55,0 % — особи у віці 18—64 років, 18,5 % — особи у віці 65 років та старші. Медіана віку мешканця становила 39,8 року. На 100 осіб жіночої статі у селищі припадало 95,3 чоловіків;  на 100 жінок у віці від 18 років та старших — 89,5 чоловіків також старших 18 років.
Середній дохід на одне домашнє господарство  становив 69 248 доларів США (медіана — 59 539), а середній дохід на одну сім'ю — 79 667 доларів (медіана — 68 266). Медіана доходів становила 51 296 доларів для чоловіків та 40 921 долар для жінок. За межею бідності перебувало 6,9 % осіб, у тому числі 9,3 % дітей у віці до 18 років та 10,4 % осіб у віці 65 років та старших.
Цивільне працевлаштоване населення становило 936 осіб. Основні галузі зайнятості: освіта, охорона здоров'я та соціальна допомога — 23,7 %, виробництво — 15,1 %, роздрібна торгівля — 12,8 %.